# سد إنجينييرو باليستر

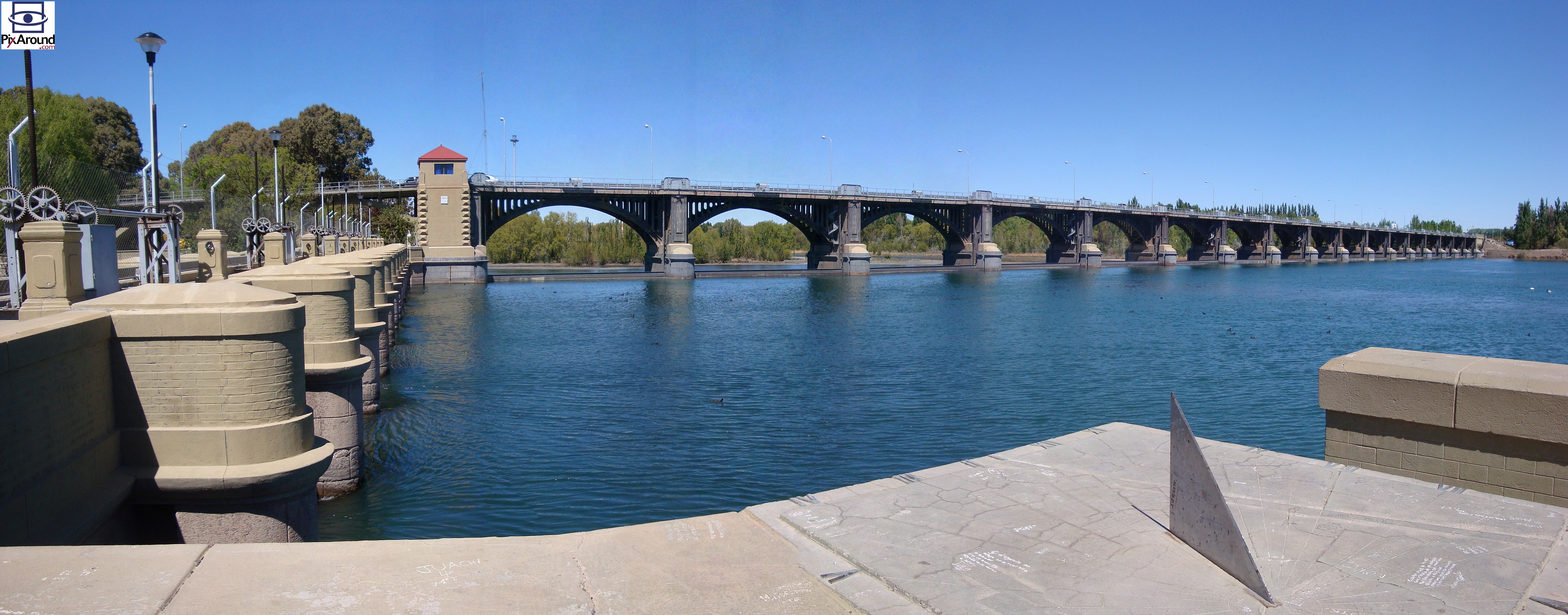
سد إنجينييرو باليستر

سد إنجينييرو باليستر هو سد على نهر نيوكوين ، في الارجنتين باتاغونيا .
يقع السد بالقرب من بلدة باردا ديل ميديو ، مقاطعة ريو نيغرو ، في اتجاه مجرى النهر من سد تشانار (الجزء الأخير من مجمع سيروس كولورادو) ، و25 كيلومتر (16 ميل) من الشمال الشرقي إلى الشمال الشرقي من مدينة نيوكوين .
أنجزت في عام 1916، ويستخدم السد إلى جانب إعادة الطريق لتدفق نهر نيكوين لفترة طويلة الري القناة التي تتدفق شرقا ويمر بعد ذلك الجنوب الشرقي من مدينتي باردا دل ميديو، سينكو سالتوس ، كيبوليتي ، ألين ، جنرال روكا ، انجنيرو لويس وفيلا رجينا ، ثم أفرغت في سهل الفيضان في ريو نيغرو. يرسل سد ثانوي ، أسفل مجرى القناة، المياه لتغذية خزان بحيرة بيليجريني .
يبلغ طول جسر باليستر فوق السد 400 متر (1,300 قدم) وعرضه 5 متر (16 قدم). يعبر الطريق الوطني 151 فوقه من ريو نيجرو إلى مقاطعة نيوكوين .